# Паоло Хойш
Паоло Хойш (на италиански: Paolo Heusch; * 26 февруари 1924 г. в Рим; † 16 октомври 1982 г. пак там) е италиански филмов режисьор.

## Живот
Хойш започва работа във филмовата продукция веднага след Втората световна война, първоначално като монтажист, след това като асистент-режисьор и режисьор на късометражни филми. Дебютът му в пълнометражния филм е първият италиански научнофантастичен филм „Смъртта живее от пространството“ (1958), последван от някои интересни, но и редица невдъхновяващи творби. Той адаптира „Лесен човек“ по сценарий на Фаусто Тоци, прави филм на ужасите по модел на филмите на Хамър (под псевдонима Ричард Бенсън), а през 1962 г. режисира „Жестока виолина“ по роман на Пиер Паоло Пазолини. Работи с Тото на три пъти. След 1970 г. заема различни роли в дистрибуцията, кастинга и продажбите.

## Филмография (селекция)
| Заглавие                | От   |
| ----------------------- | ---- |
| Смъртта идва от космоса | 1958 |
| Уелкер Лорбер           | 1959 |
| Убийство при пълнолуние | 1961 |
| Тигърът на пустошта     | 1965 |
| Хиляда милиарда         | 1966 |
| Ел „Че“ Гевара          | 1968 |